# Juan Antonio Larrañaga
Juan Antonio Larrañaga Gurruchaga (født 3. juli 1958 i Azpeitia, Spanien) er en spansk tidligere fodboldspiller (forsvarer).
På klubplan spillede Larrañaga hele sin karriere, fra 1977 til 1994, hos Real Sociedad i San Sebastián. Han spillede over 450 ligakampe for klubben, og var med til at vinde to spanske mesterskaber og en udgave af pokalturneringen Copa del Rey.
Larrañaga spillede desuden én kamp for Spaniens landshold, en venskabskamp mod Tjekkoslovakiet 24. februar 1988.

## Titler
La Liga
- 1981 og 1982 med Real Sociedad

Copa del Rey
- 1987 med Real Sociedad

Supercopa de España
- 1982 med Real Sociedad